# Чампанти, Микеле
Микеле Чампанти (итал. Michele Ciampanti; ок. 1463—1510) — провинциальный итальянский живописец эпохи Возрождения, работавший в основном в Лукке (Тоскана). Бернард Беренсон, историк искусства и знаменитый мастер знато́ческой атрибуции произведений живописи эпохи Возрождения назвал этого художника «Мастером Стратонике» (Maestro di Stratonice), его также называли Микеле ди Микеле Чампанти. Его творчество условно относят к луккано-пизанской школе живописи.

## Биография
До XX века об этом художнике почти ничего не было известно, кроме того, что он работал в Лукке. По-видимому, он также был в Сиене и общался с другими тосканскими художниками, такими как флорентийцы Филиппино Липпи и Сандро Боттичелли, а также сиенцы Маттео ди Джованни и Франческо ди Джорджо, хотя неясно, кто на кого оказал влияние.
Микеле Чампанти был внебрачным сыном Микеле да Лукки, работавшего в 1467 году в Пизанском соборе, и, вероятно, учеником художника Боргезе ди Пьеро Боргезе, также известного как «Мастер святых Квирико и Джулитты» (Maestro dei Santi Quirico e Giulitta). Документы относят его рождение к периоду до 1447 года.
Роспись кассоне, изображающая сцену «Антиох и Стратоника» (1470), в настоящее время находится в библиотеке Хантингтона в Калифорнии. Кроме того, мастеру приписывают работы, находящиеся в Метрополитен-музее в Нью-Йорке, включая «Кассоне двух Триумфов» (Cassone dei due Trionfi). Ему также приписывают картину «Поклонение пастухов» в галерее Чини в Венеции.
Около 1476 года в Лукке Чампанти сотрудничал с Маттео Чивитали и Бальдассаре ди Бьяджо. Вероятно, в 1485 году Чампанти расписывал фресками капеллу Сан-Реголо и Оспедале Камайоре в Лукке в 1486 году. Он упоминается вместе с Винченцо Фредиани (мастером Непорочного Зачатия) в работе над произведением для Оратория Сан-Лоренцо. Его сын Ансано («мастер Сан-Филиппо») упоминается в конце 1490-х годов и, вероятно, сотрудничал с ним при создании некоторых фресок в баптистерии Собора в Лукке. В 1496 году он написал картину для тибуриума собора Пьетрасанты.

## Галерея
- Благовещение. Алтарь церкви Сан-Джованнино-дей-Кавальери, Флоренция
- Aнтиох и Стратоника. 1470. Роспись кассоне. Дерево, темпера. Библиотека Хантингтона, Калифорния
- Поклонение волхвов. 1470. Дерево, темпера. Музей Линденау, Альтенбург, Германия
- Мадонна с Младенцем, архангелом Михаилом и святым аббатом Антонием. Тондо. Дерево, масло. Частное собрание
- Мадонна на троне с Младенцем, ангелами и святыми Паулой и Агатой. Ок. 1500. Дерево, темпера. Бирмингемский художественный музей, Алабама, США
- Поклонение пастухов. Ок. 1475. Дерево, темпера. Галерея Чини, Венеция